# Instituto de Energia e Ambiente da Universidade de São Paulo
O  Instituto de Energia e Ambiente da Universidade de São Paulo, anteriormente denominado Instituto de Eletrotécnica e Energia (IEE), é uma unidade especializada da Universidade de São Paulo, criado pelo Decreto Estadual 11.684 de 11 de dezembro de 1940 e inaugurado em 25 de abril de 1941, cujas atividades  são voltadas à pesquisa, ao ensino e à extensão universitária nos âmbitos da energia e ciência ambiental.